# Prácheň (hrad)
Prácheň je zřícenina gotického hradu na ostrožně nad Otavou u Horažďovic, jehož zbytky jsou chráněny jako kulturní památka České republiky. Předchůdcem hradu bylo raně středověké hradiště, které zaniklo v polovině třináctého století. Ke hradu patřila také vesnice, ze které se dochoval pouze kostel svatého Klimenta. Lokalita je s výjimkou těsného okolí kostela a přilehlého hřbitova součástí přírodní rezervace Prácheň.

## Historie
Ostrožna byla osídlena již v době halštatské, ale opevnění z té doby nebylo prokázáno. Před polovinou jedenáctého století zde vzniklo raně středověké hradiště doložené písemnými prameny i archeologickými nálezy. V dobách raného středověku v Čechách patřilo stejně jako okolní půda českým knížatům. Hrad Prácheň se tak stal centrem zdejší oblasti a získal po něm jméno celý někdejší Prácheňský kraj. V době vlády knížete Bedřicha je na Práchni jako kastelán roku 1184 doložen významný český šlechtic a zakladatel moci Vítkovců v jižních Čechách Vítek I. z Prčice.
Později však hradiště zpustlo a v roce 1315 Bavor III. ze Strakonic začal na jeho místě se souhlasem krále Jana Lucemburského stavbu nového hradu. Bavor o dva roky později zemřel, a Prácheň přešla na Viléma ze Strakonic, kterému patřila až do doby okolo roku 1359, kdy zemřel, a majitelem se stal Bavor ze Strakonic na Blatné. Další zprávy o hradu z období jeho života se nedochovaly. V letech 1389–1394 hrad nejspíše jako poručník spravoval Zdeněk z Rožmitálu a po něm Břeněk ze Strakonic, jehož smrtí po roce 1404 rod Bavorů ze Strakonic vymřel.
Do roku 1417 byl prácheňským pánem Jan starší z Hradce, který sídlil na Velharticích, a po něm jeho syn Menhart z Hradce († 1449). Menhartův syn Oldřich přežil svého otce jen o čtyři roky a hrad po něm zdědili nezletilí potomci Jana Hradeckého, jejichž rod se během husitských válek zadlužil. Aby mohli dluhy splatit, prodali před rokem 1456 jejich poručníci Prácheň Děpoltovi z Rýzmberka. Od něj hrad s Horažďovicemi koupili bratři Jan a Racek z Kocova. Oba sídlili ve městě a hrad zanedbávali. Racek se navíc dostal do sporu s Albrechtem Bavorským a v letech 1477–1478 se podporován Matyášem Korvínem bránil v obležených Horažďovicích. Vyhladovělé město se nakonec vzdalo a Racek přišel o majetek. Roku 1481 o něj vedl při u zemského soudu, ale výsledek sporu se nedochoval. Obléhatelé však své válečné výdaje uhradili prodejem horažďovického panství, které roku 1483 koupil Jan ze Švamberka, ale ještě toho roku se novým majitelem stal Půta Švihovský z Rýzmberka. Ten nechal Prácheň na počátku šestnáctého století opravit, ale roku 1558 se hrad připomíná jako pustý.

## Stavební podoba

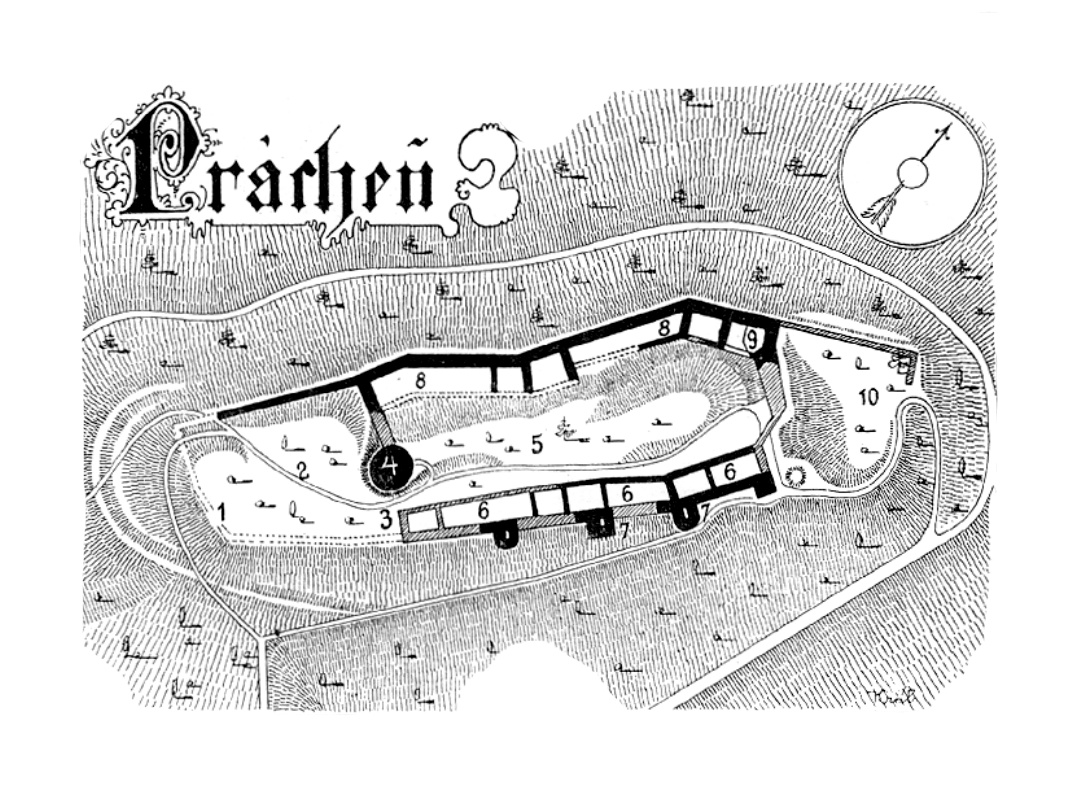
Půdorys hradu od Vojtěcha Krále publikovaný roku 1897

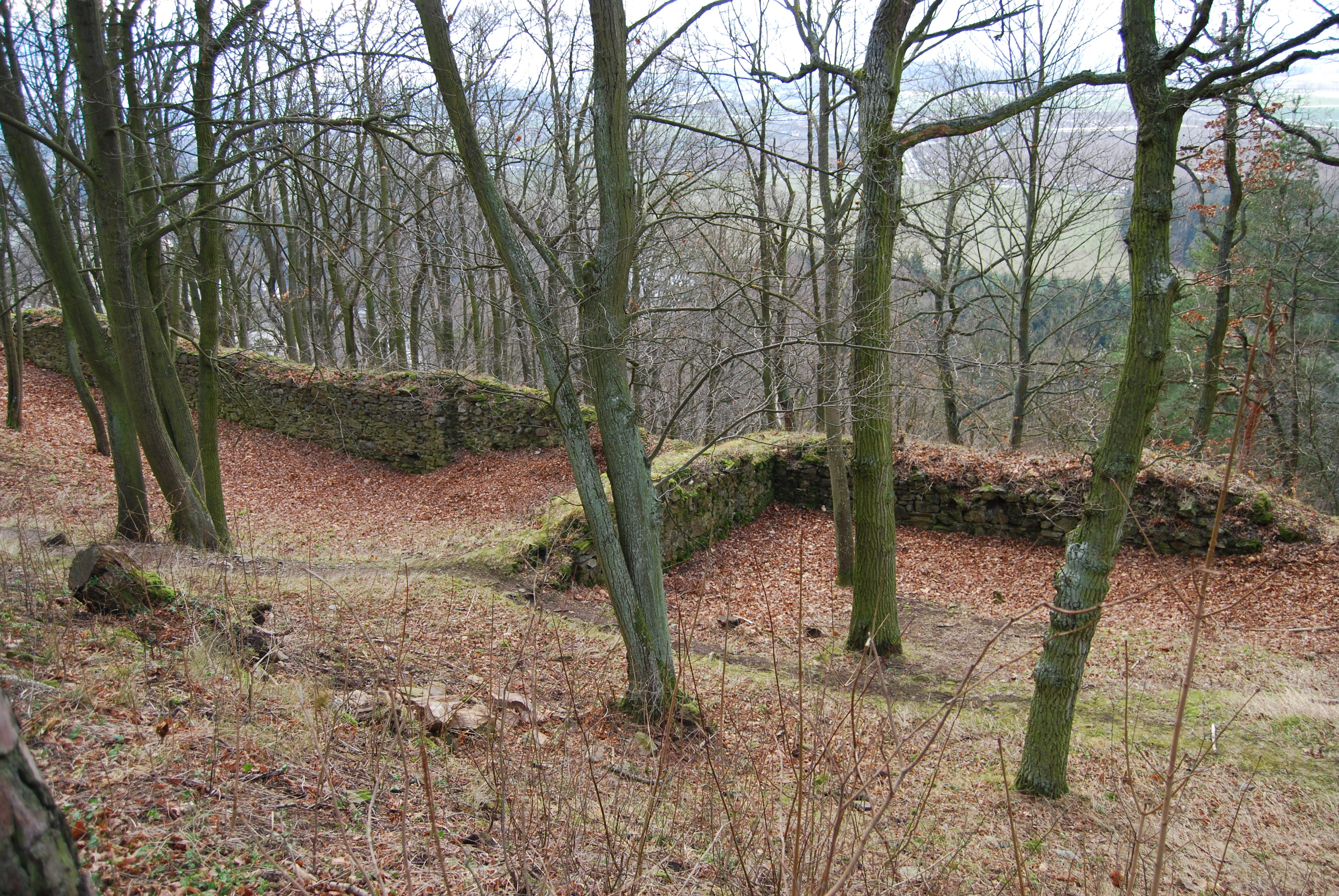
Torzo západního paláce

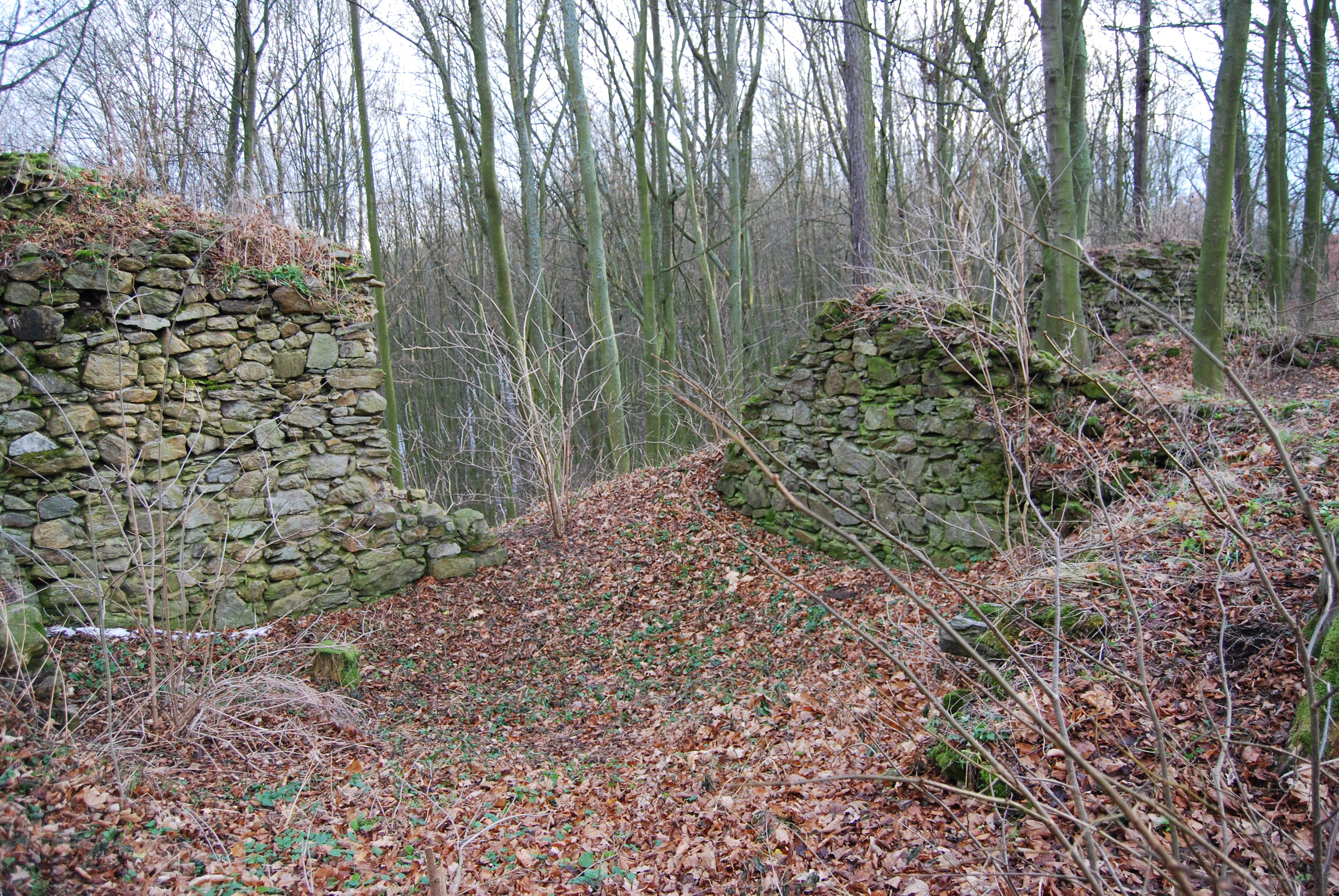
Torzo východního paláce

Lokalita se nachází na ostrožně nad pravým břehem Otavy v nadmořské výšce okolo 505 metrů.

### Hradiště
Raně středověké hradiště bylo dvoudílné s celkovou rozlohou asi 2,8 hektaru. Výše položenou akropoli na severním konci ostrohu zničila stavba hradu. Z předhradí se dochoval pozůstatek hradby v podobě valu širokého až patnáct metrů a vysokého okolo šesti metrů. Archeologický výzkum prokázal, že původní hradbu tvořila čelní zeď z nasucho kladených kamenů široká 1,5 metru, na kterou se napojovala dřevohlinitá konstrukce široká 5,5 metru. Před hradbou bývala berma a mělký příkop.

### Hrad
Rozměrný hrad založený na počátku čtrnáctého století svou koncepcí odpovídal královským hradům s obvodovou zástavbou. Je proto možné, že zakladatelem hradu byl panovník, který stavbou pověřil vybraného šlechtice. Ten poté hrad získal jako léno, ale musel ho v případě potřeby dát k dispozici králi.
Dispozice hradu byla trojdílná. V přední části se dochovaly pouze fragmenty hradby. V čele největší střední části stával okrouhlý bergfrit, za kterým se nacházelo dlouhé nádvoří s palácovými křídly na západní a východní straně. Kromě dalších prostor paláce obsahovaly jednotky tvořené velkým sálem s dvojicí obytných místností na kratších stranách, které jsou typické pro hrady krále Přemysla Otakara II. Níže položená zadní část hradu zřejmě obsahovala hospodářské budovy. V jejím severním čele stála další věž nejasného půdorysu.
Vnější stranu východního paláce zesilují dvojice okrouhlých a čtverhranných věží. Není jisté, zda vznikly současně se stavbou paláce, nebo byly vloženy do prostoru parkánu dodatečně. Jejich schopnost flankování hrad řadí také ke hradům kastelového typu.